# 大衛·伊文尼特
大衛·伊文尼特（英語：David Evennett，1949年6月3日—）是一位英格蘭政治人物，他的黨籍是保守黨。自2005年開始，他擔任貝克斯利希斯和克雷福德選區選出的英國下議院議員。他已經結婚並有兩個孩子。